# In situ (conservation du patrimoine)
Pour les articles homonymes, voir In situ.
 (juillet 2023).
 (juillet 2023).
La conservation in situ du patrimoine n’est pas une règle, il est parfois préférable de remplacer les éléments par des copies pour éviter que les originaux ne soient dégradés. La pollution et le gel menacent en effet les œuvres plastiques extérieures et l’humidité et le salpêtre mettent en danger les œuvres picturales. La comparaison avec les photos et les relevés du Musée des monuments français permet de prendre la mesure de la dégradation de ces deux séries d’œuvres en une centaine d’années.

## Les principes de base de la conservation in situ
Toute action de conservation d’un monument doit prendre en compte le monument lui-même, sa structure, sa nature, mais aussi son environnement climatique. On recherche les conséquences de l’interaction des paramètres thermiques et du degré d’humidité : le thermodynamisme des transferts d’humidité qui conditionnent les phénomènes physiques et biologiques évolutifs, principalement lorsqu’il s’agit d’une grotte, d’une crypte ou d’un hypogée. Par conséquent, les études portent sur la nature des matériaux de l’épiderme, couche picturale, enduits ; les produits d’altération, sels, micro-organismes ; les données physiques, surfaces des parois, surfaces au sol, volume des cryptes, volume de la maçonnerie, coefficient de conductibilité ; la fréquentation ; le microclimat, données climatiques externes, données microclimatiques, atmosphères, tendances annuelles et mensuelles, caractéristiques, variations journalières courantes.

## La préservation des sculptures
Dans certains cas, il faut préconiser la dépose des sculptures originelles extérieures (pratiquée depuis près d’un siècle pour la cathédrale de Strasbourg) et leur remplacement par des copies, ou mieux des moulages. On met ainsi à l’abri dans des musées un très précieux et irremplaçable patrimoine menacé par la corrosion, le gel et la pollution.

## La préservation des peintures
La conservation in situ des peintures dans des édifices hors d’eau est la règle appliquée en France. Mais est-elle toujours souhaitable ? Il est le plus souvent préférable de transférer la couche picturale sur un support amovible et isolant du mur comme cela se pratique couramment en Italie. L’opération est bien sûr passionnante pour l’histoire de l’art puisqu’elle permet de présenter individuellement diverses œuvres superposées ainsi que les sinopies, les dessins de mise en place de l’artiste. Elle est aussi intéressante, voire parfois indispensable, pour la conservation ; désolidarisée du mur, la peinture n’est plus tributaire des problèmes de celui-ci : humidité, salpêtre, fissures, désagrégation. 
La dépose des fresques est plus systématique en Italie (cela se pratique à Florence, à Mantoue, à Pise et dans un très grand nombre d’autres monuments italiens). L’opération est bien sûr passionnante pour l’histoire de l’art, puisqu’elle permet de présenter individuellement diverses œuvres superposées ainsi que les synopsis, les dessins de mise en place de l’artiste. Mais elle est aussi intéressante pour la conservation.
L’article L’opération Chaillot : la feuille de route est erronée du no 5 de 1995 de la revue MOMUS stigmatise les risques auxquels sont exposés les peintures. Le musée des Monuments français (Palais de Chaillot) s’est probablement trouvé en tort dans l’inconscient collectif : il offrait un sanctuaire à des reproductions alors que les originaux restaient exposés à tous les dangers. Cela est évident pour les copies de peintures murales. L’Espagne pour ses peintures romanes et Catalognes, l’Italie pour ses fresques des XIVe et XVe siècles, avait privilégié la démarche inverses : la dépose des originaux, remplacés dans les monuments par des copies.
Programme de Recherche. En 1998 s’est mis en place un nouveau programme de recherches sur les peintures murales sous la direction de Marie-Pasquine Picot-Subes, conservateur du patrimoine, aujourd’hui maître de conférences à l’université de Paris IV. Deux groupes de travail ont été constitués avec des concours extérieurs sur la peinture murale gothique (Fabienne Joubert, Université de Paris IV et Dominique Poulin, Université de Poitiers), ainsi que sur les techniques avec le laboratoire de recherche sur les monuments historiques de Champs-sur-Marne.
La réunion annuelle du Comité du Conseil international des monuments et des sites s’est tenue à Thessalonique, en Grèce, du 8 au 10 mai 2003. Cette réunion avait été l’occasion d’une discussion et d’un échange de vue sur la Charte de la préservation et conservation – restauration des peintures murales (4e version).

## La préservation des vestiges archéologiques
Vestiges archéologiques, la conservation in situ, actes du colloque organisé à Montréal (Canada) en octobre 1994 par l'ICOMOS (International Council on Monuments and Sites, le comité international de gestion du patrimoine archéologique). Les travaux ont porté sur les composantes du processus de conservation, les stratégies dans les choix des lieux et des éléments à conserver à l’intérieur des sites et sur le rôle des divers intervenants. 
Le Site de Villards-d'Héria dans le Jura nous montre par exemple les limites des restaurations qui pourraient aboutir à une discutable reconstruction permanente. L’idée de mettre un toit sur les vestiges vise à les protéger sans pollution visuelle dans la mesure où la création architecturale respecte l’environnement. Les concepteurs ont proposé une mise en valeur des vestiges archéologiques des sanctuaires gallo-romains tout en exploitant les éléments naturels. Un parcours mixte à l’intérieur des vestiges doit permettre à la fois une déambulation dans les endroits accessibles et une circulation sur passerelle suspendue pour toutes les aires à protéger ou pour les passages menaçant la sécurité du public. Architectes, créateurs, restaurateurs, archéologues ont donc conjugué leurs efforts pour la conception de ce projet de mise en valeur.
Pour la protéger des dégradations naturelles et des graffitis, la fameuse dalle du chef de tribu située dans la zone centrale du parc national du Mercantour a, elle, été enlevé par héliportage, soigneusement mise à l’abri dans le musée de la commune de Tende et remplacé par un moulage.